# Zafra
Zafra ist eine Kleinstadt und eine Gemeinde (municipio) mit 16.711 Einwohnern (Stand: 2024) im Süden der spanischen Provinz Badajoz in der Autonomen Gemeinschaft Extremadura. Das Zentrum der Stadt ist als Conjunto histórico-artístico anerkannt.

## Lage und Klima
Zafra liegt ca. 75 km südöstlich der Provinzhauptstadt Badajoz bzw. ca. 63 km südlich von Mérida in einer Höhe von ca. 510 m. Das Klima im Winter ist gemäßigt, im Sommer dagegen warm bis heiß; die eher geringen Niederschlagsmengen (ca. 600 mm/Jahr) fallen – mit Ausnahme der nahezu regenlosen Sommermonate – verteilt übers ganze Jahr.

## Bevölkerungsentwicklung
| Jahr      | 1857  | 1900  | 1950  | 2000   | 2021   |
| Einwohner | 5.965 | 6.136 | 9.301 | 15.158 | 16.786 |

Der deutliche Bevölkerungsanstieg in der zweiten Hälfte des 20. Jahrhunderts ist im Wesentlichen auf die Zuwanderung der Landbevölkerung zurückzuführen; hinzu kommen die verkehrstechnisch günstige Lage der Stadt und die Ansiedlung von mittelständischen Industrieunternehmen.

## Wirtschaft
Die Menschen früherer Zeiten lebten im Wesentlichen als Selbstversorger von der Landwirtschaft; in der Stadt ließen sich auch Händler, Handwerker und Dienstleister aller Art nieder. Heute ist die Stadt ist ein bedeutender Standort für die metallverarbeitende und die Möbelindustrie der Provinz.

## Geschichte

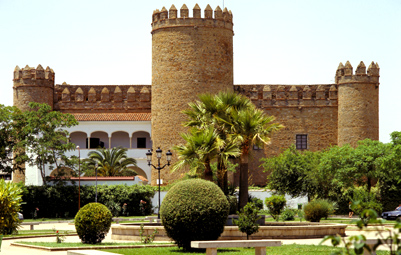
Ostfassade des Palacio de los Duques de Feria

In der Antike lag Zafra an der Via de la Plata, einer von den Römern befestigten Verbindungsstraße zwischen Hispalis (Sevilla) und Asturica Augusta (Astorga); in der Umgebung finden sich Ruinen mehrerer römischer Landgüter (villae rusticae). Von Kelten und Westgoten fehlt dagegen jede Spur. Im frühen 8. Jahrhundert wurde die Region von den Mauren überrannt, deren Herrschaft unter den Umayyaden, Almoraviden und Almohaden bis ins 13. Jahrhundert dauerte; aus dieser Zeit stammt der Ortsname Safra oder Çafra. 
Im Jahr 1241 wurde das Gebiet von den Truppen des leonesisch-kastilischen Königs Ferdinand III. (reg. 1230–1252) zurückerobert (reconquista) und anschließend von Siedlern aus dem Norden der Iberischen Halbinsel wiederbesiedelt (repoblación). Im Jahr 1394 übergab Heinrich III. (reg. 1390–1406) die Orte Feria und Zafra an Gómez Suárez de Figueroa, den Großmeister des Santiagoordens. Im Jahr 1460 wurde dessen Nachfahr zum Grafen erhoben und Philipp II. (reg. 1556–1598) schuf im Jahr 1567 den Titel eines Herzogs von Feria. Männer aus Zafra spielten eine wichtige Rolle im Rahmen der Eroberung und Kolonisierung Amerikas.

## Sehenswürdigkeiten

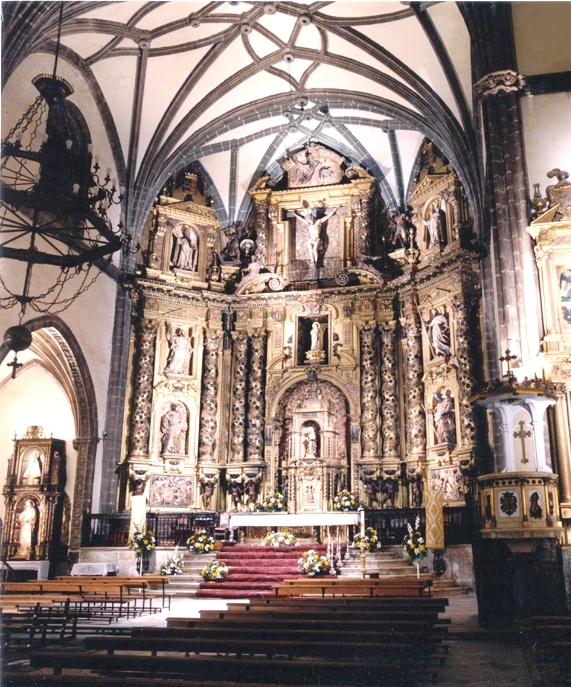
Altarretabel der Iglesia de la Candelaria

- Das alte Zentrum der Stadt ist die im 15. Jahrhundert von den Mauren oder besser Mudéjares erbaute Plaza Chica („kleiner Platz“), dessen von Ziegelsteinarkaden gesäumte Häuser einen Eindruck der Ruhe vermitteln.
- Die im 16. Jahrhundert entstandene Plaza Grande („großer Platz“) ist ebenfalls von Arkadenhäusern umrahmt, doch ist der Platz deutlich größer und belebter.
- Der festungsähnliche Palast (palacio) der Grafen bzw. Herzöge von Feria stammt aus dem 15. Jahrhundert; er wurde jedoch im 16. und 17. Jahrhundert umgebaut – es ist das besterhaltene spätmittelalterliche nichtsakrale Bauwerk der Provinz Badajoz und wird heute als Parador genutzt.[8]
- Unweit davon befindet sich die Kirche des Convento de Santa Clara aus der Mitte des 15. Jahrhunderts mit einem sehenswerten Barockaltar aus den 1670er Jahren.[9]
- Ursprünglich ein nobles Wohnhaus wurde das im Jahr 1438 erbaute Hospital de Santiago später zu einer Krankenpflegeanstalt umgenutzt. Der in einer Sackgasse gelegene Bau besitzt ein schönes spätgotisches Portal und einen Innenhof mit Elementen des Mudéjarstils.[10]
- Zwei Tore (Arco de Jerez und Arco de Cubo) der mittelalterlichen Stadtmauer (muralla) haben sich erhalten.
- Das bedeutendste Sakralbauwerk der Stadt ist die eintürmige und einschiffige Iglesia de la Candelaria aus der Mitte des 16. Jahrhunderts. Sie entstand an der Stelle einer nach der Vertreibung der Juden abgerissenen Synagoge und wurde im Jahr 1609 auf Betreiben des Herzogs von Feria in den Rang einer Kollegiatkirche erhoben. Blickfang im  sterngewölbten Inneren ist das von gedrehten salomonischen Säulen gerahmte spätbarocke Altarretabel in der Hauptapsis.[11]
- Das im Jahr 2007 eingeweihte Museo del Convento de Santa Clara präsentiert Werke der sakralen Kunst.
- Ein medizinhistorisches Museum ist eher etwas für Spezialisten.
- Die Dolmen von Zafra

Dolmen von Zafra
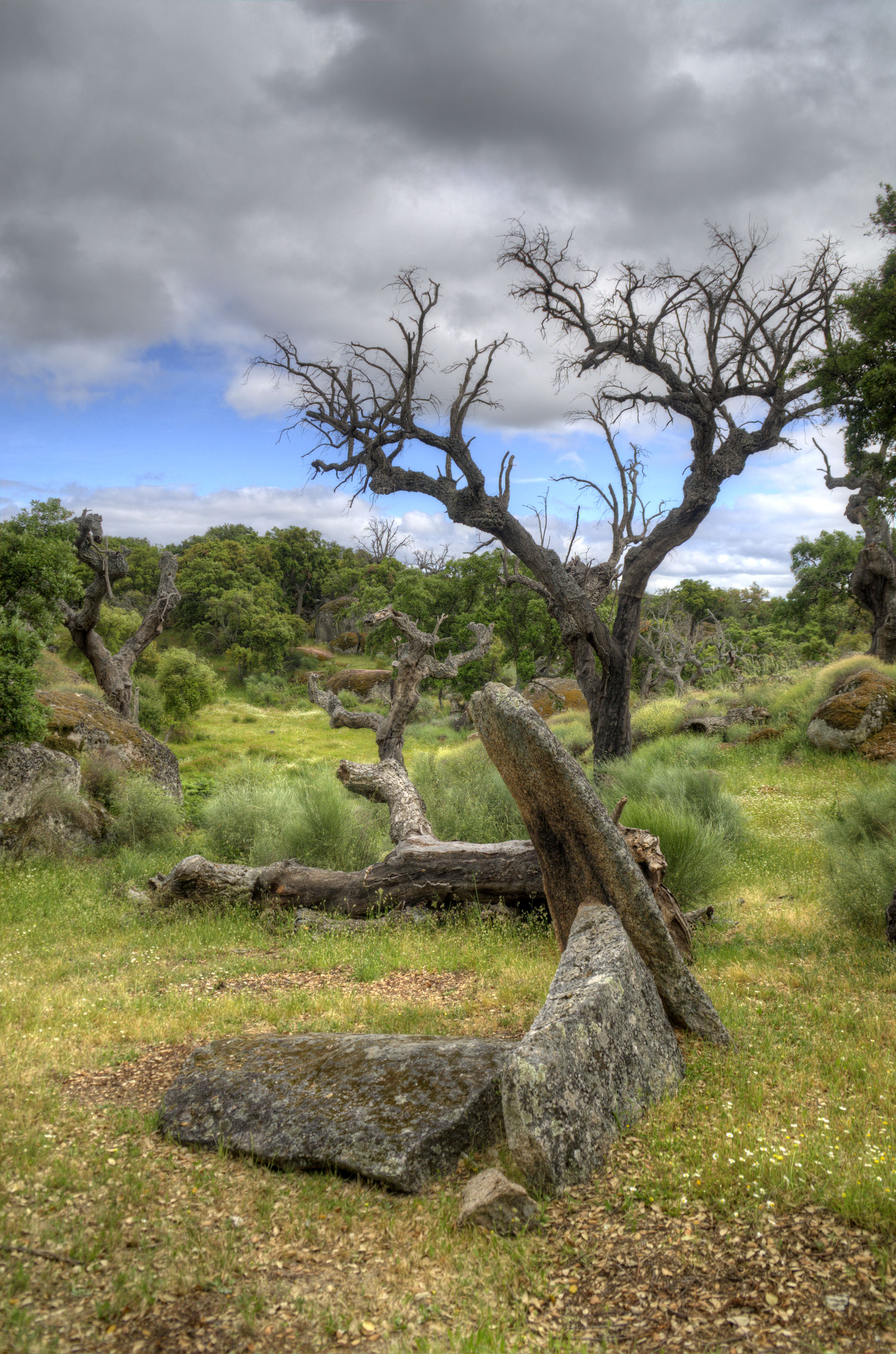
Zafra I
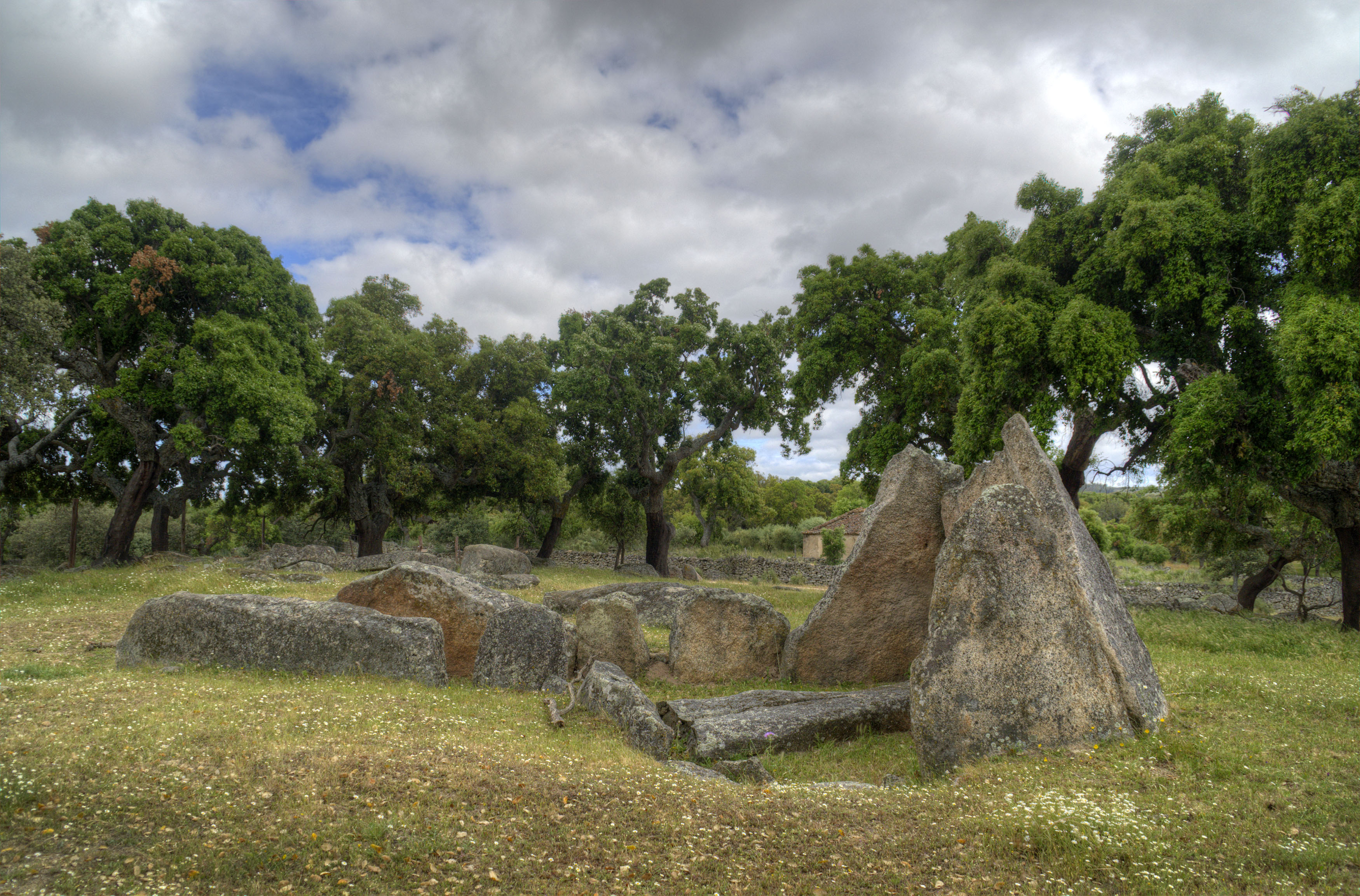
Zafra II
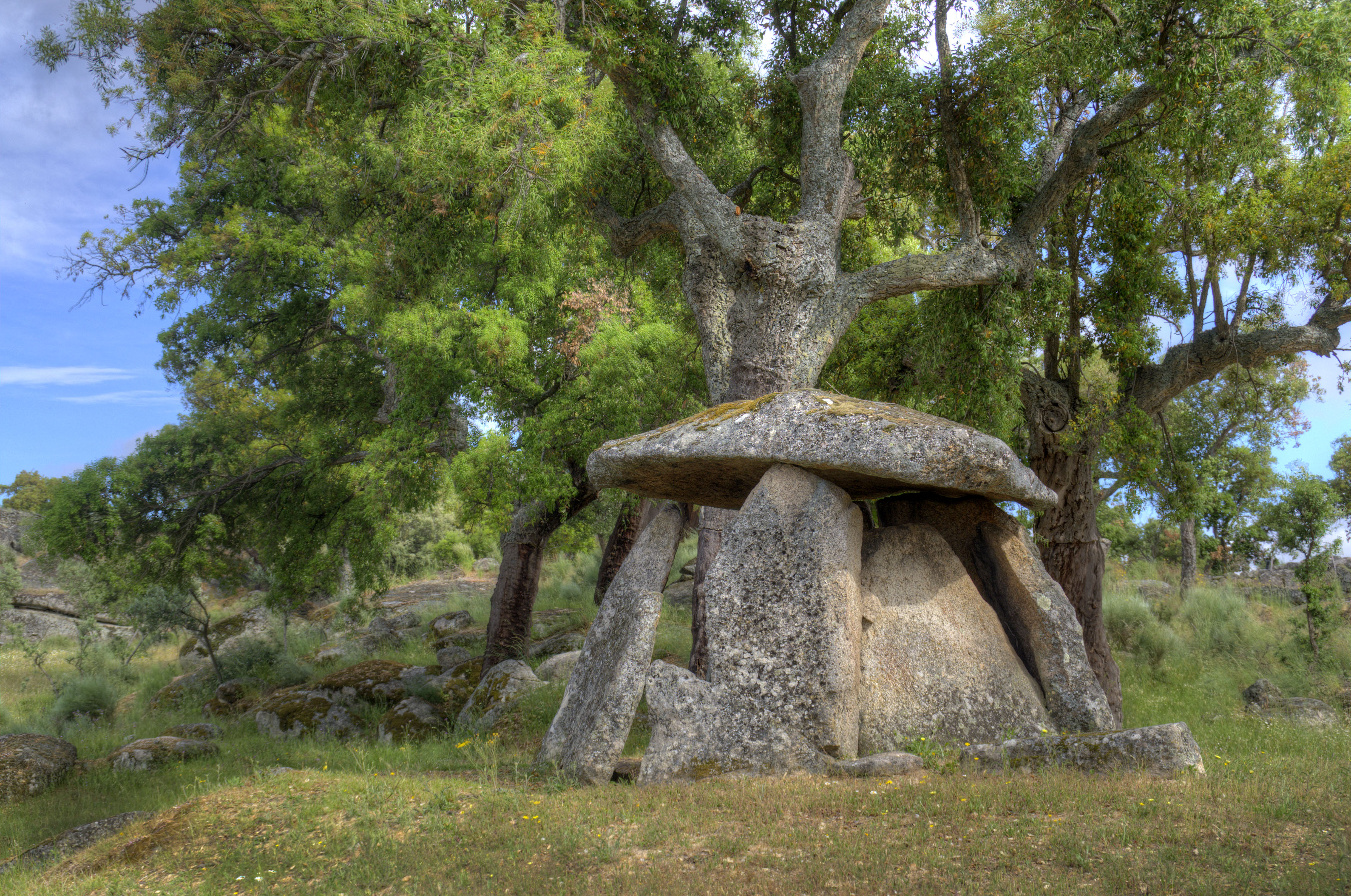
Zafra III
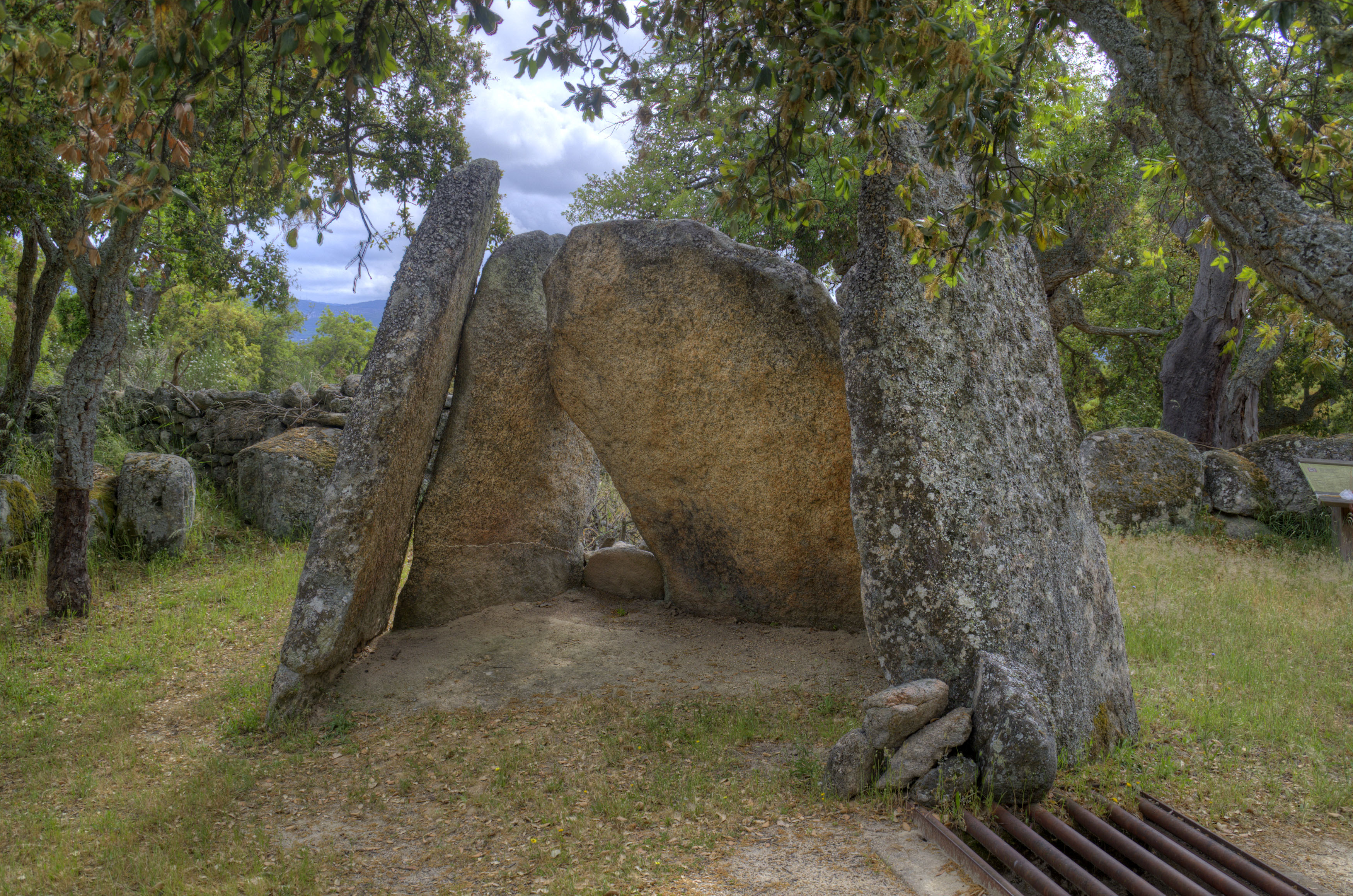
Zafra IV

## Feste
- Am ersten Sonntag nach Ostern (Domingo de Quasimodo) ist die Ermita de Nuestra Señora de Belén Schauplatz der bedeutendsten religiösen Veranstaltung (romería) der Stadt.
- Seit fünf Jahrhunderten findet jährlich Ende September/Anfang Oktober die Feria Internacional Ganadera statt, ein bedeutender Viehmarkt.

## Söhne und Töchter der Stadt
- Hernando de Santana (um 1510–um 1560), Konquistador
- Ruy López de Segura (1530–1580), Schachspieler, Mönch und Pfarrer
- Pedrarias de Almesto (um 1540–um 1565), Konquistador im Tross von Lope de Aguirre
- Vicente Antonio García de la Huerta (1734–1787), Dichter und Kritiker
- Manuel Patricio Rodríguez García (1805–1906), Opernsänger
- Dulce Chacón (1954–2003), Schriftstellerin
- Jorge Camacho (* 1966), Schriftsteller
- Ana Peláez Narváez (* 1966), Behindertenexpertin
- Ángel Vázquez Hernández (* 1968), Politiker (Partido Pirata)
- Francisco de Pájaro (* 1970), Streetart- und Graffiti-Künstler, Zeichner und Maler
- Julián Sánchez (* 1980), Radrennfahrer